# Фатьма-султан (дочь Ахмеда I)
Фатьма́-султа́н (1605/ок. 1606, Стамбул — 1670, там же) — вторая дочь османского султана Ахмеда I от его супруги Кёсем Султан. Известна многочисленными политическими браками.

## Биография
Фатьма Султан родилась в 1605 или 1606 году в Стамбуле в семье османского султана Ахмеда I и его любимой супруги Кёсем Султан. У Фатьмы было четверо полнородных сестёр и семеро полнородных братьев.
Фатьма, как и её старшая сестра Айше, была известна многочисленными политическими браками, последний из которых должен был быть заключён, когда Фатьме был 61 год. В 1624 году Фатьма вышла замуж за каптан-ы дерья Чаталджалы Хасана-пашу, с которым вскоре последовал развод.
В 1626 году Кёсем планировала выдать Фатьму замуж за великого визиря Хафыза Ахмеда-пашу, однако тот предпочёл жениться на её старшей сестре Айше, которая уже дважды побывала замужем. В начале 1626 года Фатьма вышла замуж за бейлербея Египта Кара Мустафу-пашу, который был казнён по приказу султана 25 декабря 1628 года.
В 1631 году Фатьма вышла замуж за каптан-ы дерья Джанпуладзаде Мустафу-паша, который был казнён 2 июля 1636 года. В период с 1636 по 1660 год Фатьма оставалась вдовой и предпочитала уединённую жизнь. В декабре 1647 года младший брат Фатьмы, султан Ибрагим I, женился на своей наложнице Хюмашах-султан. Против этого брака выступила не только Фатьма, но и две её сестры, Айше и Ханзаде, и племянница Исмихан. Ибрагим, отличавшийся буйным нравом, конфисковал их имущество и подарил его своей новоиспечённой супруге. Кроме того, им было урезано жалование, полагавшееся всем членам династии: так наложницы Ибрагима получали 1000—1300 акче в день, в то время как его сестры и племянницы получали только 400 акче.
В ночь на 2 сентября 1651 года Кёсем Султан была задушена в своих покоях сторонниками новой валиде Турхан Султан, хотя достоверно неизвестно, было ли убийство спланировано и совершено по прямому приказу матери Мехмеда IV. Фатьма была шокирована произошедшим и винила во всём Турхан, которая была воспитанницей сестры Фатьмы, Атике.
Самым примечательным браком Фатьмы стал брак с бывшим великим визирем Мелек Ахмедом-пашой, который был ранее женат на её племяннице Исмихан Кае Султан, умершей в 1659 году. На момент заключения брака 29 апреля 1662 года (по другим данным — в 1660 году) Фатьме было чуть меньше шестидесяти лет, Ахмеду — около семидесяти лет. Брак был организован против желания обеих сторон; Ахмед считал брак наказанием от великого визиря Кёпрюлю Мехмеда-паши. Сам великий визирь, который был ярым сторонником Турхан Султан, шутил, что заставил Ахмеда-пашу кормить слона. В брачную ночь Фатьма предоставила своему новому супругу ряд требований, касающихся денежных средств на её содержание и содержание её двора. Ахмед ответил отказом на требования жены, поскольку сумма оказалась слишком большой. Фатьма заявила, что тогда его ждёт развод и он должен будет вернуть приданое, равное сумме налога, собираемой за год в Египте. К делу был привлечён великий визирь, который смог уладить разногласия между супругами. Мелек Ахмед-паша умер 1 сентября 1662 года. Его имущество должно было отойти государству, однако Фатьме, вступившей в конфликт с великим визирем, удалось закрепить за собой право на всю собственность покойного супруга.
В 1662/1663 году Фатьма вышла замуж за визиря Кундакчизаде Канбур Мустафу-пашу, который умер в 1666 году. В октябре 1667/1668 года Фатьма вышла замуж за Кёзбекчи Юсуфа-пашу. Фатьма умерла в 1670 году в своём доме в Стамбуле и была похоронена в тюрбе отца в мечети Султанахмет.

## В культуре
- Фатьма является персонажем турецкого телесериала «Великолепный век: Кёсем Султан»; роль в Фатьмы в подростковом возрасте исполнила Балым Гайе Байрак.